# Massimiliano Giacobbo
Massimiliano Giacobbo (Cittadella, 15 luglio 1974) è un ex calciatore italiano, di ruolo centrocampista.

## Carriera
È cresciuto nelle giovanili della Juventus, con la quale ha esordito in Serie A a neppure 17 anni il 6 giugno 1993.
Successivamente è passato al Foggia per rimanervi oltre tre anni (nelle prime due stagioni, in Serie A, ha totalizzato 10 gettoni).
In seguito ha militato in diverse squadre di Serie C1 e di Serie B.
Ha chiuso la carriera nel Cittadella, squadra della sua città.